# Formán Bálint
Formán Bálint (1984. augusztus 1. –) magyar színművész.

## Életpályája
1984-ben született. Két évig a Külkereskedelmi Főiskolán, majd az ELTE magyar szakán tanult. 2007-2012 között a Kaposvári Egyetem színművész szakos hallgatója volt. 2012-2014 között a Radnóti Színház tagja volt. 2014-től szabadúszó. 2020-2022 között a K2 Színház tagja. 2022-től az Apertúra – A Perpetuum Manufaktúra társulatának tagja.

## Fontosabb színházi szerepei
- Miklós Tibor – Várkonyi Mátyás: Sztárcsinálók (Juvenalis) – 2017/2018
- Pass Andrea: Napraforgó (kisfiú, kisfiú, orvos, gondnok, orvos, fodrász, fodrász, gondnok) (zenei munkatárs, zenei munkatárs) – 2015/2016
- Ken Kesey: Száll a kakukk fészkére (Dale Harding) – 2015/2016
- James Rado – Gerome Ragni – McDermot: Hair (főszereplő) – 2014/2015
- Hindi Brooks:  (Jef) – 2014/2015
- Georges Feydeau: A hülyéje (Edmond Pontagnac) – 2014/2015
- Anat Gov: Happy Ending (szereplő, szereplő) – 2013/2014
- Huszka Jenő – Martos Ferenc: Bob herceg (György herceg, a fia) – 2013/2014
- Carlo Goldoni: A kávéház (Flaminio, Leandro gróf álnéven) – 2012/2013
- Nényei Pál: Mozgófénykép (Charmant Doux, komornyik) – 2012/2013
- Nyikolaj Vasziljevics Gogol: Holt lelkek (Mizsujev) – 2012/2013
- Bertolt Brecht – Paul Dessau: Kurázsi mama és gyermekei (Eilif Nojocki) – 2012/2013
- Carlo Goldoni: Chioggiai csetepaté (Toffolo, Cristofolo) – 2011/2012
- Georges Feydeau: Bolha a fülbe (Étienne) – 2011/2012
- Tennessee Williams: Vágyvillamos (pénzbeszedő fiatalember) – 2011/2012
- William Shakespeare: Vízkereszt, avagy elmentek ti a jó… (zeneszerző) – 2010/2011
- Lars von Trier: A főfőnök (szereplő) – 2010/2011
- Ottmaradtak – romantikus fantasy opera (szereplő) – 2008/2009

## Filmes és televíziós szerepei
| Cím                    | Év   | Formátum       | Szerep            |
| ---------------------- | ---- | -------------- | ----------------- |
| Cella: Letöltendő élet | 2023 | TV-minisorozat | Szabados örmester |
| Brigi és Brúnó         | 2022 | TV-sorozat     | Bandi             |
| Férfiak egymás közt    | 2016 | Rövidfilm      | Srác a gangon     |